# Heinz Brüninghoff
Heinz Brüninghoff (* 15. März 1939; † 8. April 2022) war ein deutscher Ingenieur und Hochschullehrer.

## Leben
Heinz Brüninghoff studierte Bauingenieurwesen und wurde 1972 an der Universität Karlsruhe mit einer Arbeit über Spannungen und Stabilität bei quergestützten Brettschichtträgern zum Dr.-Ing. promoviert. Er hatte eine Professur am Institut für Bauingenieurwesen der Universität Wuppertal inne. Sein Arbeitsgebiet war insbesondere der Ingenieurholzbau.
Brüninghoff wurde am 6. Mai 2022 im Kolumbarium Rösrath-Kleineichen beigesetzt.

## Publikationen (Auswahl)
- Publikationen bei Google Scholar

## Ehrungen
- 2010: Ehrenmitgliedschaft der Studiengemeinschaft Holzleimbau[1]